# W. Edmund Clark
William Edmund "Ed" Clark (né le 10 octobre 1947) est le président et Chief Executive Officer du TD Bank Financial Group ( Banque Toronto-Dominion) depuis le 20 décembre 2002.
Il est membre du comité de direction du groupe Bilderberg.